# Hällarydskogens naturreservat
Hällarydskogens naturreservat är ett naturreservat i Vetlanda kommun i Jönköpings län.
Området är naturskyddat sedan 2021 och är 27 hektar stort och ligger väster om Skede kyrka. Reservatet består av Barrblandskog, sumpskog, sjöar och vattendrag..